# Peter Zirbes (Maler)
Peter Zirbes (* 15. Mai 1898 in Bausendorf; † 2. November 1988 in Rotenburg an der Fulda) war ein deutscher Maler.

## Leben
Der Kunst- und Heimatmaler Peter Zirbes wurde am 15. Mai 1898 in Bausendorf bei Trier geboren. Er wuchs als Jüngster von 14 Kindern in einer Bauernfamilie auf, die dem Musischen sehr zugetan war. Der Neffe des bekannten Heimat- und Eifeldichters Peter Zirbes wandte sich der Malerei zu. Er studierte Anfang der 1920er Jahre an der Kunstakademie München.
Sein künstlerisches Schaffen führte ihn über Bochum, Kassel, Saarbrücken und Thüringen in den 1940er Jahren ins Hessische. 1945 nach Heinebach, über Baumbach und Braach fand er 1950 in Rotenburg an der Fulda sein Tätigkeitsfeld und seine Heimat. Erfolgreich mit Kohle- und Portraitzeichnungen und Gemälden mit Heimatmotiv, nahm er an zahlreichen Ausstellungen teil.
1983 verlieh ihm die Stadt Rotenburg die Ehrenplakette der Stadt. 90-jährig verstarb Peter Zirbes am 2. November 1988 in Rotenburg, wo er auch seine letzte Ruhe fand. Ein Stock, eine Baskenmütze, Rucksack und Dreibein gehörten zur Standardausstattung des Malers. Der Zirbes Brunnen in der Rotenburger Altstadt im Viertel „Türkei“ erinnert an Rotenburgs bekannten Bürger.

## Werk
Peter Zirbes war ein Heimat-, Kunst- und Portraitmaler. Landschaftsbilder in aufwendigen Aquarellen, gezeichnete Stadtansichten, originalgetreue Kopien alter Meister bis zu eher skizzenhaften Zeichnungen umfassen sein Werk. Am berühmtesten sind seine gezeichneten Porträts. Binnen kürzester Zeit vermochte er die Köpfe seiner Zeitgenossen präzise auf Papier zu bannen.
Aus seinen Bildern spricht stets die unbändige Lebensfreude und Liebe zu seiner Umwelt, die er malte und zeichnete. Seine zahlreichen Porträts zeigen in ihrem ernsten Ausdruck den Respekt, den Zirbes seinen Mitmenschen entgegenbrachte. Farbenfroh und lichtdurchflutet sind hingegen seine Landschaftsbilder. Der aus der Eifel stammende Künstler hat Rotenburg zu seiner Heimat gewählt und mit seinen Bildern den Menschen der Region ihre Heimat aus einem anderen Blickwinkel gezeigt.